# Alsophis rijgersmaei
Alsophis rijgersmaei е вид влечуго от семейство Смокообразни (Colubridae). Видът е застрашен от изчезване.

## Разпространение
Разпространен е в Ангуила, Бонер, Гваделупа, Саба, Свети Мартин, Сен Бартелми, Сен Естатиус и Синт Мартен.